# David Braben

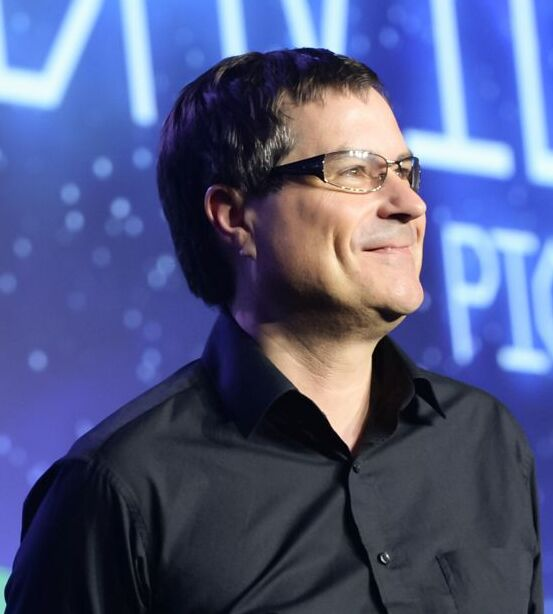
David Braben (2015)

David John Braben, OBE (* 2. Januar 1964 in Nottingham) ist ein britischer Spieleentwickler. 1994 gründete er Frontier Developments.

## Leben
Braben studierte zusammen mit Ian Bell an der University of Cambridge und entwickelte mit diesem zusammen das Computerspiel Elite. Weiterhin schrieb er Zarch für den Acorn Archimedes, das als weiterer Meilenstein der Computerspiel-Geschichte gilt und später als Virus auf anderen Plattformen veröffentlicht wurde. Nach der Veröffentlichung von Frontier: Elite II gründete Braben Frontier Developments. 2009 gründete Braben zusammen mit einigen anderen die gemeinnützige Stiftung Raspberry Pi Foundation. Aufgabe der Charity soll es sein, die Ausbildung der Kinder zu mehr Kreativität im Umgang mit Computern und deren Programmierung zu fördern. Dieses Ziel soll durch Entwicklung und Bereitstellung eines sogenannten „17-Euro-PC“ auf Basis eines Raspberry Pi erreicht werden.

## Auszeichnungen und Ehrungen
- 2005: Development Legend Award bei den Develop Industry Excellence Awards in Cambridge[2]
- 2012: Wahl als Fellow der Royal Academy of Engineering[3]
- 2013: Co-Preisträger des Tech Personality of the Year bei den UK Tech Awards
- 2014: Ernennung zum Officer of the Order of the British Empire (OBE) für seine Verdienste um die britische Computer- und Videospielindustrie.[4][5]
- 2015: Pioneer Award bei den Game Developers Choice Awards (GDCA) für seine Arbeit am Raspberry Pi und für seine mehr als 30-jährige Tätigkeit als Spieleentwickler[6]
- 2015: BAFTA Academy Fellowship Award im Bereich Videospiele bei den 11. British Academy Games Awards[7]

Braben ist Träger von drei Ehrendoktortiteln der Abertay University (2013), der Open University (2014) und der University of York (2015).